# Бронзарт фон Шеллендорф, Пауль
Пауль Леопольд Эдуард Генрих Антон Бронзарт фон Шеллендорф (нем. Paul Leopold Eduard Heinrich Anton Bronsart von Schellendorff; 25 января 1832, Гданьск — 23 июня 1891) — прусский генерал, военный министр, реформатор прусской армии. Брат композитора Ганса Бронзарта фон Шеллендорфа и генерала, военного министра Вальтера Бронзарт фон Шеллендорфа.

## Биография
Пауль Бронзарт фон Шеллендорф получил первоначальное образование в Кадетском корпусе и в 1849 году поступил в гренадерский полк.
Во время Франко-Прусской войны 1870—1871 годов Шеллендорф находился при главном штабе и после сдачи Седана был отправлен в эту крепость для первых переговоров с императором Наполеоном III. После заключения мира был сделан начальником гвардейского генерального штаба, в 1881 году — генерал-лейтенантом, а 3 марта 1883 года — военным министром. Под его руководством был выработан план нового усиления армии, проект которого, внесённый 25 ноября 1886 года в рейхстаг, возбудил горячие прения и привел к его роспуску и выбору нового рейхстага, который 11 марта 1887 года и утвердил его.
В его же министерство было проведено и исполнено несколько существенных улучшений в прусской армии, каково, например, введение магазинного ружья, устава о пенсиях и др. В 1889 году Шеллендорф вышел из министерства и назначен командиром 1-го армейского корпуса.
Из печатных трудов его известны: «Ein Rückblick auf die Taktischen Rückblicke» (2 изд., Берлин, 1870) и «Der Dienst des Generalstabes im Frieden und im Krieg» (2 т., Берлин, 1875).
Его сын Фридрих (1864—1950) — продолжил военную династию и написал мемуары о русско-японской войне